# Lisztomania (album)
Lisztomania è un album discografico del tastierista britannico Rick Wakeman, pubblicato nel 1975, colonna sonora dell'omonimo film diretto da Ken Russell.

## Tracce
Side 1
1. Rienzi/Chopsticks Fantasia - 4:20
2. Love's Dream (voce: Roger Daltrey)  4:25
3. Dante Period - 2:05
4. Orpheus Song (voce: Roger Daltrey) - 3:10
5. Hell (voce: Linda Lewis) - 1:59

Side 2
1. Hibernation - 1:11
2. Excelsior Song (voce: Paul Nicholas) - 2:32
3. Master Race - 0:45
4. Rape, Pillage and Clap - 3:09
5. Funerailles (voce: Roger Daltrey) - 3:48
6. Free Song (Hungarian Rhapsody) - 1:57
7. Peace at Last (voce: Roger Daltrey) - 2:59